# Loi canadienne sur l'évaluation environnementale
La Loi canadienne sur l'évaluation environnementale de 2012 (LCEE 2012) et ses règlements établissent le fondement législatif de la pratique fédérale de l'évaluation environnementale dans la plupart des régions du Canada. 

## Histoire
La Loi canadienne sur l'évaluation environnementale, S.C. 1992, c. 37 (LCEE) est une loi du Parlement qui a été adoptée par le gouvernement du Canada en 1992. La Loi exige que les ministères fédéraux, y compris Environnement Canada (Ministère de l'Environnement), les institutions et sociétés d'État de mener des évaluations environnementales pour les projets proposés où le gouvernement fédéral est le promoteur ou lorsque le projet implique un financement fédéral, des permis ou licences.
La version originale de la loi a été abrogée en 2012 et réécrite. La nouvelle loi est entrée en vigueur le 6 juillet 2012.

## But
Le but de la LCEE de 2012 est de:
- Protéger les composants de l'environnement qui sont de la compétence législative fédérale des effets environnementaux négatifs importants causés par un projet désigné ;
- Veiller à ce que les projets désignés soient considérés et réalisés avec soin et prudence afin d'éviter des effets environnementaux négatifs importants si une autorité fédérale exerce un pouvoir ou une fonction ou une fonction nécessaire à la réalisation du projet ;
- Promouvoir la coopération et la coordination entre le gouvernement fédéral et les gouvernements provinciaux ;
- Promouvoir la communication et la coopération avec les peuples autochtones ;
- Veiller à ce que des possibilités soient offertes pour une participation significative du public ;
- Veiller à ce que les évaluations environnementales sont effectuées en temps opportun ;
- Veiller à ce que les projets proposés sur les terres fédérales ou en dehors du Canada et réalisés ou soutenus financièrement par une autorité fédérale, soient considérés avec soin et précaution afin d'éviter des effets environnementaux négatifs importants;
- Encourager les autorités fédérales à prendre des mesures de façon à promouvoir le développement durable afin d'atteindre ou de maintenir un environnement sain et une économie saine ;
- Encourager d'autres études sur les effets cumulatifs des activités concrètes dans une région et l'examen des résultats de l'étude dans les évaluations environnementales[3].

## Application
La LCEE de 2012 s’applique aux projets décrits dans le Règlement désignant les activités concrètes, plus précisément les activités concrètes résumées dans les règlements désignant des activités concrètes. Lorsque l’Agence canadienne d'évaluation environnementale (l'Agence) est l'autorité responsable pour un projet désigné qui est décrit dans les règlements désignant des activités concrètes, lors de l'acceptation d'une description du projet, l'Agence effectue une analyse pour décider si une évaluation environnementale fédérale est requise.  Cette étape ne concerne pas les projets désignés réglementées par l'Office national de l'énergie, la Commission canadienne de sûreté nucléaire et une autorité fédérale exerçant des fonctions de réglementation et pouvant tenir des audiences publiques pour lesquels une évaluation environnementale est obligatoire quand un tel projet est désigné. 
Un projet peut être désigné par le ministre de l'Environnement  s’il ou si elle est d'avis que la réalisation du projet peut entraîner des effets environnementaux négatifs, ou que les préoccupations du public liées à ces effets justifient la désignation.  Une évaluation environnementale en vertu de la LCEE de 2012 est requise pour chaque projet désigné par le ministre de l'Environnement. 

## Administration

### Autorité responsable
L'autorité responsable veille à ce que l'évaluation environnementale d'un projet désigné est effectuée conformément à la LCEE de 2012, notamment en assurant que le public puisse participer à l'évaluation environnementale. 
En vertu de la LCEE de 2012, les autorités responsables peuvent être la Commission canadienne de sûreté nucléaire, l’Office national de l'énergie ou de l'Agence.

### Autres autorités fédérales
Les ministères et institutions fédérales ayant une expertise spécifique sont tenus de fournir des informations et des conseils qui soutiennent la conduite des évaluations environnementales  par les autorités responsables. 
Pour les projets sur les terres fédérales qui ne sont pas projets désignés, avant qu'une autorité fédérale ou une administration aéroportuaire puisse réaliser le projet ou exercer tout pouvoir ou toute fonction qui permettra au projet d'être réalisé, l'autorité devra montrer que la réalisation du projet sera susceptible de ne pas causer des effets environnementaux négatifs importants.  Ceci vaut également si le gouverneur en conseil  a décidé que les effets environnementaux négatifs importants du projet sont justifiés dans les circonstances.  Cette responsabilité englobe également les projets hors du Canada qui sont financés par le gouvernement fédéral ou pour lesquels le gouvernement du Canada  est le promoteur. 

## Analyse
Les facteurs suivants doivent être considérés: 
- Effets environnementaux, y compris les effets environnementaux causés par des accidents et des défaillances, et les effets environnementaux cumulatifs
- Importance de ces effets environnementaux
- Les commentaires du public
- Mesures d'atténuation et les exigences du programme de suivi
- But du projet désigné
- D'autres moyens de réaliser le projet désigné
- Des changements au projet causés par l'environnement
- Les résultats de toute étude régionale pertinente
- Toute autre question pertinente concernant les effets sur l'environnement

## Types d'évaluation environnementale
Quels sont les types d'évaluation environnementale en vertu de la Loi canadienne sur l'évaluation environnementale de 2012?  Il existe deux types d'évaluation environnementale menée en vertu de la Loi canadienne sur l'évaluation environnementale de 2012 (CEAA 2012):  
1. L’évaluation environnementale par une autorité responsable, et
2. L'évaluation environnementale par une commission d'examen.

Une évaluation environnementale par une autorité responsable est menée par l'Agence, l’Office national de l'énergie ou la Commission canadienne de sûreté nucléaire. Les informations sur le processus des évaluations environnementales menées par l'Agence sont fournies ci-dessous. Les informations relatives aux évaluations environnementales menées par l’Office national de l'énergie, la Commission canadienne de sûreté nucléaire  ou une autorité fédérale exerçant des fonctions de réglementation et pouvant tenir des audiences publiques peuvent être trouvées sur leurs sites Web respectifs. 
Une évaluation environnementale par une commission d'examen est effectuée par un panel de personnes nommées par le ministre de l'Environnement et soutenus par l'Agence. 
Les deux types d'évaluation environnementale peuvent être menés par le gouvernement fédéral, seul ou en coopération avec une autre juridiction, comme une province. 

## Échéanciers
Sur acceptation d'une description complète du projet, l'Agence dispose de 45 jours civils, y compris une période de commentaires du public de 20 jours, afin de déterminer si une évaluation environnementale fédérale est requise. 
Une évaluation environnementale menée par l'Agence doit être complété dans les 365 jours.  Ce calendrier commence quand un avis de l'entrée en vigueur de l'évaluation environnementale est affiché sur le site Internet du Registre et se termine lorsque le ministre de l'Environnement prend une décision quant à savoir si le projet désigné est susceptible d'avoir  des effets environnementaux négatifs importants. 
Le ministre de l'Environnement  peut renvoyer un projet à une commission d'examen dans les 60 jours de l'avis d'ouverture d'une évaluation environnementale.  Une évaluation environnementale par une commission d'examen doit être complétée dans les 24 mois. Ce délai commence lorsque le projet est renvoyé à un comité d'examen et se termine lorsque le ministre de l'Environnement a émis la déclaration de décision d'évaluation environnementale.

### Extensions
Pour chaque évaluation environnementale: 
- Le ministre peut prolonger les délais de trois mois supplémentaires afin de faciliter la coopération avec une autre juridiction ou de prendre en compte d'autres circonstances spécifiques au projet.
- Sur recommandation du ministre de l'Environnement, le gouverneur en conseil  peut également prolonger le délai (en plus de l'extension de trois mois accordée par le ministre).
- La période qui est prise par le promoteur pour répondre à une demande de l'Agence ou une commission d'examen (mener des études, préparer la déclaration d'impact environnemental, recueillir de plus amples informations, etc.), ne sont pas comptés dans les délais.